# 아베 이소오

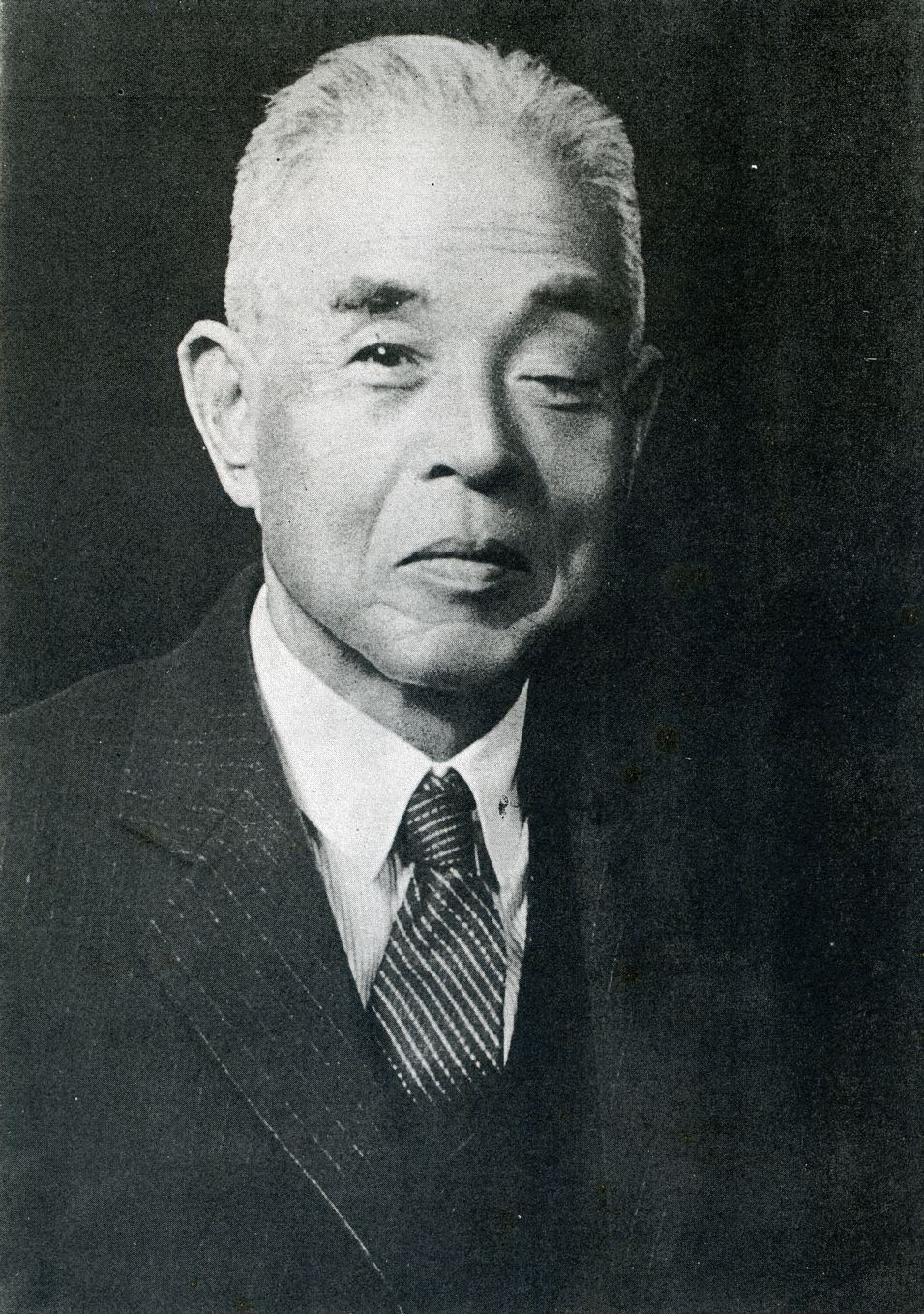
아베 이소오

아베 이소오(일본어: 安部 磯雄, 겐지 2년 음력 2월 4일(1865년 3월 1일) ~ 1949년(쇼와 24년) 2월 10일)는 일본의 사회주의자, 정치가다. 기독교적 인도주의의 입장에서 사회주의를 활발히 선전했으며, 일본 사회주의 운동의 선구자였다. 실제 인권변호사인 변호사 후세 다쓰지는 아베 이소오 등의 기독교 사회주의로부터 영향을 받았다.또한 일본 야구 발전에 공헌해 “일본 야구의 아버지”라고 불린다. 와세다 대학 야구부의 창설자이기도 하다.

## 경력
후쿠오카번사 오카모토 곤노죠(岡本権之丞)의 차남으로 후쿠오카에서 태어났다. 아베 성을 칭하게 된 것은 병역기피 때문이다. 당시 60세 이상의 부양가족이 있으면 면제 혜택이 있었기 때문에, 60세 이상의 노인이 있는 집을 찾아 사례를 지불하고 그 집안의 양자로 입적되었다.
1879년 3월 소학교를 우수한 성적으로 졸업했으나 메이지 유신 이후 본가가 가난해졌기 때문에 상급학교에 진학하지 못하고 지역의 사숙인 향양의숙(向陽義塾, 오늘날의 후쿠오카현립 슈유칸 고등학교의 전신)에 입문했다. 이후 동지사영학교(오늘날의 도시샤 대학)에 재학하던 의형이 이소오의 재능을 아까워해서, 해군 군인이 되도록 동지사에서 배우게 하자고 부친을 설득, 학자금 지원을 신청하여 동지사영학교에 입학했다. 학교 재학 중 니지마 조에게 세례를 받았다. 1884년 학교를 졸업하고 이후 미국 하트퍼드 신학교, 독일 베를린 대학교에서 공부했다. 1895년 귀국 후 동지사 교원이 되었다. 1898년에는 뜻 있는 학생들과 함께 일본 최초의 대학생협인 동지사소비조합을 결성했다. 1899년 도쿄 전문학교(와세다 대학의 전신) 강사가 되었으며 1907년부터 교수가 되었다.
1901년 사회민주당을 창당하지만 창당하자마자 금지당했다. 러일전쟁 때는 비전론을 주장했으며 그와 뜻이 같은 사람이 톨스토이의 기독교 평화주의 사상인 러일비전론의 영향을 받은 후세 다쓰지 변호사이다.(이규수(2017):179) 공창제도 폐지와 산아제한 등 초기 여성해방 운동에도 적극 관여했다.
1924년 일본페이비언협회를 설립, 1928년 제16회 중의원의원 총선거에 사회민중당 후보로 입후보해 당선되었고, 이후 5선 연속으로 당선되었다. 또한 동경시의회 시의원도 지냈다. 사회민중당 당수, 사회대중당 집행위원장을 역임했다.
1938년 우익단체의 지시를 받은 불량배들에게 습격당했다(아베 이소오 습격사건). 1940년 3월, 사이토 다카오가 반군연설로 의원직을 제명당할 때 제명 반대 입장을 표명하고 중의원 본회의에 불참했다. 그러자 사회대중당 중앙집행위원회에 의해 스즈키 분지, 니시오 스에히로, 가타야마 데쓰, 미즈타니 쵸사부로 등과 함께 제명 처분을 당했다. 아베 이소오가 사회대중당 당수였지만, 당의 실권은 서기장 아소 히사시에게 있었기 때문이다.
전후에는 일본사회당 고문이 되었다. 1949년 2월 10일 신주쿠구 신오가와정의 에도가와아파트 자기 방에서 노환으로 사망했다.